# Saint-Gaudens
Saint-Gaudens (en occitano Sent Gaudenç) es una comuna (municipio) de Francia, en la región de Occitania, departamento de Alto Garona, en el distrito y cantón de su nombre.
Su población en el censo de 2009 era de 13.487 habitantes, siendo la de su aglomeración urbana de 21.257.
Está integrada en la Communauté de communes du Saint-Gaudinois.

## Historia
Saint-Gaudens, subprefectura de la Haute-Garonne, a 405 m de altitud al borde de una terraza, domina el valle del Garona. Enfrente de los Pirineos, es un cruce natural entre Océano y Mediterráneo, entre Toulouse y el Valle de Arán en España. 
Poblado desde la Antigüedad (edad de hierro, época romana), e inicialmente llamada Mas-Saint-Pierre, la ciudad toma su nombre actual del mártir Gaudencio, joven pastor víctima de los Visigodos a finales del siglo V por haber rechazado renegar de su fe.
A continuación, la ciudad se extiende alrededor de la iglesia románica del siglo XI. Ciudad franca – carta de 1202 – posteriormente capital del Nébouzan, rodeada de sólidas murallas, importante mercado regional, Saint-Gaudens se convierte en la capital económica del Comminges. 
Arrasada por los protestantes de Montgomery en 1569, ulteriormente sede de los Estados del Nébouzan tras la anexión al reino de Francia en 1607, se llamó por un tiempo «Monte Unidad» durante la Revolución, e integró posteriormente el departamento de la Haute-Garonne. 
Saint-Gaudens, apoyándose en su rico pasado y su patrimonio, se ha convertido en un centro económico y cultural dinámico y agradable.

## Colegiata Saint-Pierre y Saint-Gaudens
Esta iglesia con su claustro y su sala capitular era un importante edificio religioso del Comminges. 
Alojaba un colegio de canónigos, comunidad de clérigos, creado por el obispo Bertrand. 
El edificio románico del siglo XI, de planta basilical pirenaica de tres naves, fue construido sobre un edificio más antiguo. 
Fue agrandado con la construcción del claustro y la sala capitular en los siglos XII y XIII. Más tarde se construiría la puerta lateral Norte en el siglo XVI. 
Este conjunto fue restaurado, así como el campanario, en los siglos XIX y XX.

## Arquitectura
En el corazón de la ciudad, el armazón presenta dos tipos de arquitectura. 
Una construcción estrecha y profunda, testimonio del pasado medieval de la ciudad, con fachadas simples sobre las que se añadieron balcones a finales del siglo XIX. 
Una construcción más señorial, hasta los más esbeltos hoteles particulares, datando los más antiguos del siglo XVIII, con piedra tallada como elemento de decoración. 
Los edificios, creados después del ensanchamiento de ciertas calles a finales del siglo XIX, presentan fachadas con frontones, frisos y cornisas, molduras y claraboyas-frontón. 
En el bulevar Bepmale, las fachadas giradas hacia el sol con vistas a los Pirineos se enriquecen con terrazas o galerías situadas en la última planta de los edificios.

## Ciudades hermanadas
- Barbastro, España.[3]
- Viella, España.
- Avranches, Francia.